# Sergey Ignashevich
Sergey Nikolayevich Ignashevich - em russo: Сергей Николаевич Игнашевич - (Moscou, 14 de julho de 1979) é um ex-futebolista russo que atuava como zagueiro. Seu último clube foi o CSKA Moscou e encerrou a carreira depois da Copa do Mundo 2018.

## Carreira

### Clubes

#### Spartak Orekhovo e KS Samara
Revelado pelo Spartak Orekhovo, Ignashevich defendeu o clube em 17 partidas entre 1998 e 1999, quando foi contratado pelo Krylya Sovetov.

#### Lok Moscou
Suas atuações pelo clube de Samara (foram 31 partidas e dois gols marcados) renderam ao zagueiro um contrato com o Lokomotiv Moscou em 2001. Em três temporadas envergando a camisa auriverde, Ignashevich atuou em 75 jogos e marcou quatro gols, conquistando a Copa da Rússia em 2001, o Campeonato Russo em 2002 e a Supercopa da Rússia em 2003.

#### CSKA Moscou
Em 2004, assinou com o CSKA, liderando a defesa do clube ao lado de Vasiliy e Aleksey Berezutskiy,  consolidando-se como um dos principais zagueiros da Rússia. Entre 2005 e 2008, foi o capitão do CSKA.
Ignashevich foi sondado pelo Zenit no início de 2010, mas a direção do CSKA rejeitou a proposta da equipe de São Petersburgo. Em julho do mesmo ano, o Spartak Moscou mostrou interesse em contratá-lo, mas Ignashevich recusou, permanecendo até o final da carreira nos Koni, em 2018.

## Seleção Russa
Pela Seleção Russa de Futebol, Ignashevich fez sua estreia contra a Suécia, em agosto de 2002, um mês após a Copa do Mundo sediada por Japão e Coreia do Sul - a qual não chegou a ser lembrado por Oleg Romantsev. 
Fez parte da campanha russa que levou a equipe à Eurocopa de 2004, mas o técnico Georgiy Yartsev não convocou o zagueiro. Sua estreia em torneios internacionais com a seleção foi em outra Eurocopa, a de 2008, onde a Rússia fez campanha surpreendente, parando apenas nas semifinais contra a Espanha, que se tornaria campeã pouco depois. Ainda disputou a Eurocopa de 2012, desta vez caindo na primeira fase (os russos terminaram com os mesmos 4 pontos da Grécia, perdendo a vaga no saldo de gols).
Em Copas, Ignashevich não disputou, além do Mundial de 2002, as Copas de 2006 (terceiro lugar no Grupo C) e 2010 (segundo lugar no grupo C), sendo que nesta última a seleção russa perdeu para a Eslovênia na repescagem.
Aos 34 anos de idade, o zagueiro fez sua estreia em Copas na edição de 2014, no Brasil. Liderando a zaga russa juntamente com seu companheiro de CSKA Vasiliy Berezutskiy, Ignashevich e os demais atletas pouco fizeram para evitar a eliminação da equipe na fase de grupos. Porém, na partida contra a Argélia, o zagueiro atingiu a marca de 100 jogos com a camisa da Rússia, marcando cinco gols em doze anos de carreira internacional.

## Títulos
Lok. Moscou
- Campeonato Russo: 2002
- Copa da Russia: 2001
- Supercopa da Rússia: 2003

CSKA Moscou
- Copa da UEFA: 2005

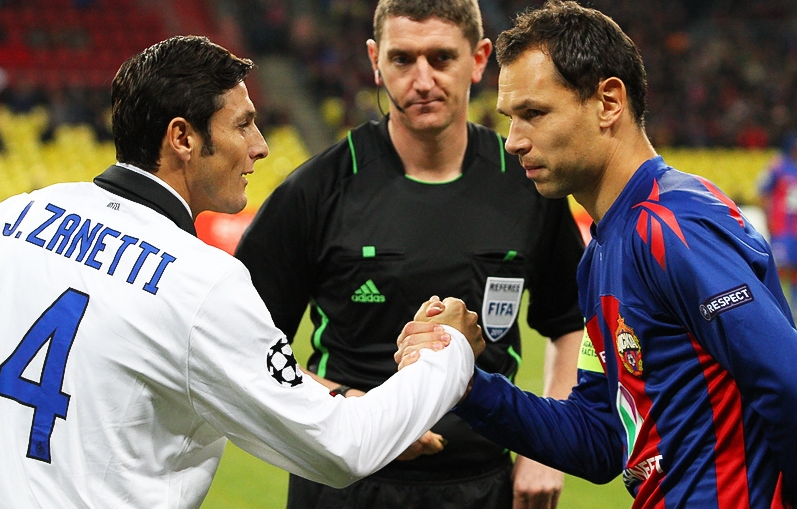
Ignashevich cumprimenta Javier Zanetti em partida da UCL contra a Internazionale em 2011

- Campeonato Russo: 2005, 2006, 2012–13, 2013–14, 2015–16
- Copa da Russia: 2004–05, 2005–06, 2007–08, 2008–09, 2010–11, 2012–13
- Supercopa da Rússia:  2004, 2006, 2007, 2009, 2013, 2014